# Epigamia alexandri
Epigamia alexandri är en ringmaskart som först beskrevs av Anders Johan Malmgren 1867.  Epigamia alexandri ingår i släktet Epigamia och familjen Syllidae. Arten är reproducerande i Sverige. Inga underarter finns listade i Catalogue of Life.